# Isak ben Jehuda Jüdels
Isak ben Jehuda Jüdels (geboren 1628 in Prag; gestorben 1690 in Wilhermsdorf) entstammte der jüdischen Druckerfamilie der Gersoniden, erhielt von Wolfgang Julius (Hohenlohe-Neuenstein) am 27. August 1669 das erste Privileg zur Einrichtung einer hebräischen Offizin in Wilhermsdorf und steht in der familiären Tradition von Gerson ben Salomo Kohen Katz.

## Leben
Isak ben Jehuda Jüdels (auch Isaak ben Jehuda Jüdels, Isaak Cohen Jüdels, Isak ben Juda Löb „Jüdel“ Katz Gersoni, Isak ben Juda Judles, Isachar (Isaac) Kaz Gersodine, Isaac ben Juda (Loeb) „Jüdel“ Kohen, Isaac ben Judah Kohen (Kaz), Isaak Kohen sowie Isaak ben Jehuda Löb Jüdel Kohen) wurde als Sohn von Juda Löb „Jüdels“ Katz Gersoni (* 1600) geboren. Um seinen Papiermühlen einen besseren Absatzmarkt zu sichern, erteilte der Graf von Hohenlohe dem Drucker Jüdels die Genehmigung in Wilhermsdorf eine Druckerei zu betreiben. Seine in Prag geborene Tochter Reichel bat Isaac ben Judah Jüdels Katz (1655–1701) war zwischen 1677 und 1690 in Wilhermsdorf, 1691 in Sulzbach und von 1692 bis zu ihrem Tode 1701 in Fürth als Setzerin tätig. Sie war verheiratet mit Menachem ben Isaak Jacob Mann (* 1653) der zwischen 1684 und 1688 als Setzer und Korrektor in Fürth arbeitete. Sein in Prag geborener Sohn Abraham ben Issachar Katz Gersoni (1657–1693) war ab 1679 in Wilhermsdorf und ab 1684 in Fürth und Sulzbach in Druckerein tätig. Ab 1686 bis zu seinem Tode 1693 war er in Prag berufstätig. Die Werke, die in Jiddisch und Hebräisch gedruckt wurden, umfassten die Themen Theologie, Medizin, Ethik, Sagen und Legenden.

## Sonstige Quellen
Johann Heinrich Zedler, Johann Peter von Ludewig, Carl Günther Ludovici: Grosses vollständiges Universal-Lexicon Aller Wissenschafften und Künste, Verlag Zedler, 1746, S. 1627.